# Grozon
Grozon település Franciaországban, Jura megyében. Lakosainak száma 384 fő (2022. január 1.). Grozon Abergement-le-Petit, Abergement-le-Grand, Arbois, Buvilly, Montholier, Tourmont, Vadans és Poligny községekkel határos.

## Népesség
A település népességének változása:
| Lakosok száma | 496  | 423  | 405  | 462  | 444  | 436  | 420  | 396  | 389  | 384  |
|               | 1968 | 1982 | 1990 | 2006 | 2013 | 2015 | 2017 | 2019 | 2020 | 2022 |